# Ciclismo ai Giochi della XVIII Olimpiade
Le competizioni di ciclismo dei Giochi della XVIII Olimpiade si svolsero dal 16 al 20 ottobre 1964 al velodromo di Hachiōji per le competizioni su pista mentre le competizioni su strada si svolsero nei giorni 14 e 22 ottobre 1964 a Tokyo.
A differenza di  Roma 1960 è stata introdotta la prova dell'inseguimento individuale portando le prove a sette.

## Podi
| Evento                              | Oro                                                                 | Perform.   | Argento                                                                   | Perform.   | Bronzo                                                               | Perform.   |
| Corsa in linea (dettagli)           | Mario Zanin                                                         | 4-39:51.63 | Kjell Rodian                                                              | st         | Walter Godefroot                                                     | st         |
| Cronometro a squadre (dettagli)     | Paesi Bassi Evert Dolman Gerben Karstens Jan Pieterse Bart Zoet     | 2:26'31"19 | Italia Severino Andreoli Luciano Dalla Bona Pietro Guerra Ferruccio Manza | 2:26'55"39 | Svezia Sven Hamrin Erik Pettersson Gösta Pettersson Sture Pettersson | 2:27'11"52 |
| Velocità (dettagli)                 | Giovanni Pettenella                                                 | -          | Sergio Bianchetto                                                         | -          | Daniel Morelon                                                       | -          |
| Chilometro a cronometro (dettagli)  | Patrick Sercu                                                       | 1'09"59    | Giovanni Pettenella                                                       | 1'10"09    | Pierre Trentin                                                       | 1'10"42    |
| Tandem (dettagli)                   | Italia Angelo Damiano Sergio Bianchetto                             | -          | Unione Sovietica Imants Bodnieks Viktor Logunov                           | -          | Germania Willi Fuggerer Klaus Kobusch                                | -          |
| Inseguimento individuale (dettagli) | Jiří Daler                                                          | 5'04"75    | Giorgio Ursi                                                              | 5'05"96    | Preben Isaksson                                                      | 5'01"90    |
| Inseguimento a squadre (dettagli)   | Germania Lothar Claesges Karl Heinz Henrichs Karl Link Ernst Streng | 4'35"67    | Italia Luigi Roncaglia Cencio Mantovani Carlo Rancati Franco Testa        | 4'35"74    | Paesi Bassi Gerard Koel Henk Cornelisse Jaap Oudkerk Cor Schuuring   | 4'38"99    |

## Medagliere
| Posizione | Paese            |   |   |   | Totale |
| --------- | ---------------- | - | - | - | ------ |
| 1         | Italia           | 3 | 5 | 0 | 8      |
| 2         | Paesi Bassi      | 1 | 0 | 1 | 2      |
| 2         | Germania         | 1 | 0 | 1 | 2      |
| 2         | Belgio           | 1 | 0 | 1 | 2      |
| 5         | Cecoslovacchia   | 1 | 0 | 0 | 1      |
| 6         | Danimarca        | 0 | 1 | 1 | 2      |
| 7         | Unione Sovietica | 0 | 1 | 0 | 1      |
| 8         | Francia          | 0 | 0 | 2 | 2      |
| 9         | Svezia           | 0 | 0 | 1 | 1      |
| Totale    | Totale           | 7 | 7 | 7 | 21     |